# Degeneromyia thais
Degeneromyia thais là một loài ruồi trong họ Limoniidae. Chúng phân bố ở miền Australasia.